# Windsorské krasavice
Windsorské krasavice (anglicky The Windsor Beauties) je slavná kolekce obrazů anglického malíře nizozemského původu sira Petera Lelyho (1618-1680).

## Původ
Lely, od roku 1661 dvorní malíř anglického krále Karla II., soubor portrétů dvorních dam a vyhlášených dvorských krásek namaloval na královu objednávku v letech 1666 až 1667. Původně byly určeny pro ložnici královny a byly umístěny ve Windsorském hradě, který dal kolekci název.
V současnosti je soubor umístěn v Hampton Court Palace. 

## Seznam "Windsorských krásek"
- Barbara, vévodkyně z Clevelandu (rozená Villiers)
- Frances, vévodkyně z Richmondu a Lennoxu (rozená Stuart) (1648-1702)
- Mrs. Jane Myddleton (rozená Needham)
- Elizabeth, hraběnka z Northumberlandu (rozená Wriothesley)
- Elizabeth, hraběnka z Falmouthu (rozená Bagot)
- Margaret, Lady Denham (rozená Brooke)
- Frances, Lady Whitmore (rozená Brooke)
- Henrietta, hraběnka z Rochesteru (rozená Boyle)
- Elizabeth, hraběnka z Grammontu (rozená Hamilton)
- Anne, hraběnka ze Sunderlandu (rozená Digby)
- hraběnka z Ossory (Melville omits this name, citing Ernest Law that the portrait previously identified by this name is actually Lady Falmouth.)
- Henrietta Anna Stuartovna, vévodkyně orleánská (sestra Karla II.)

## Galerie

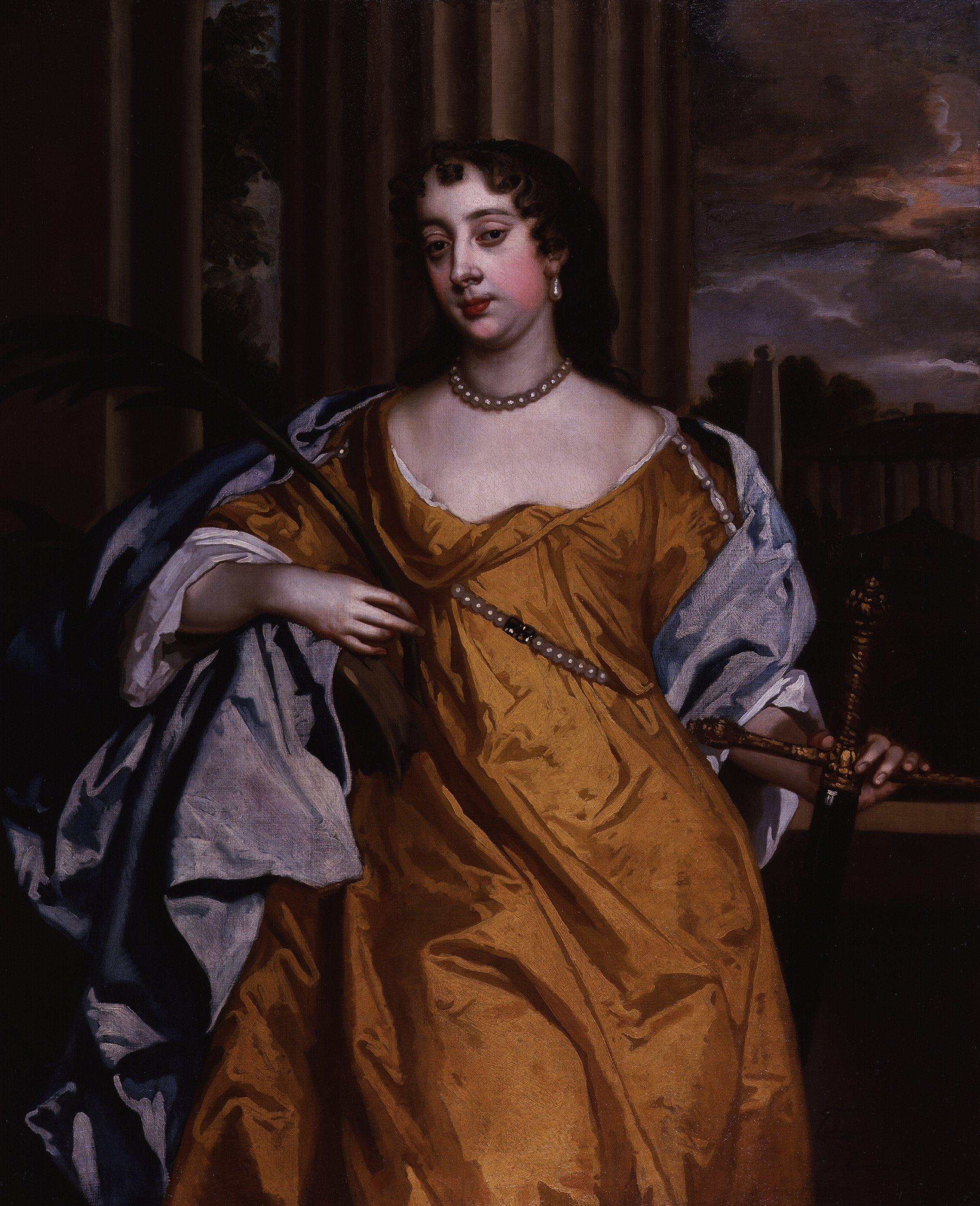
Barbara, vévodkyně z Clevelandu (1641-1709)
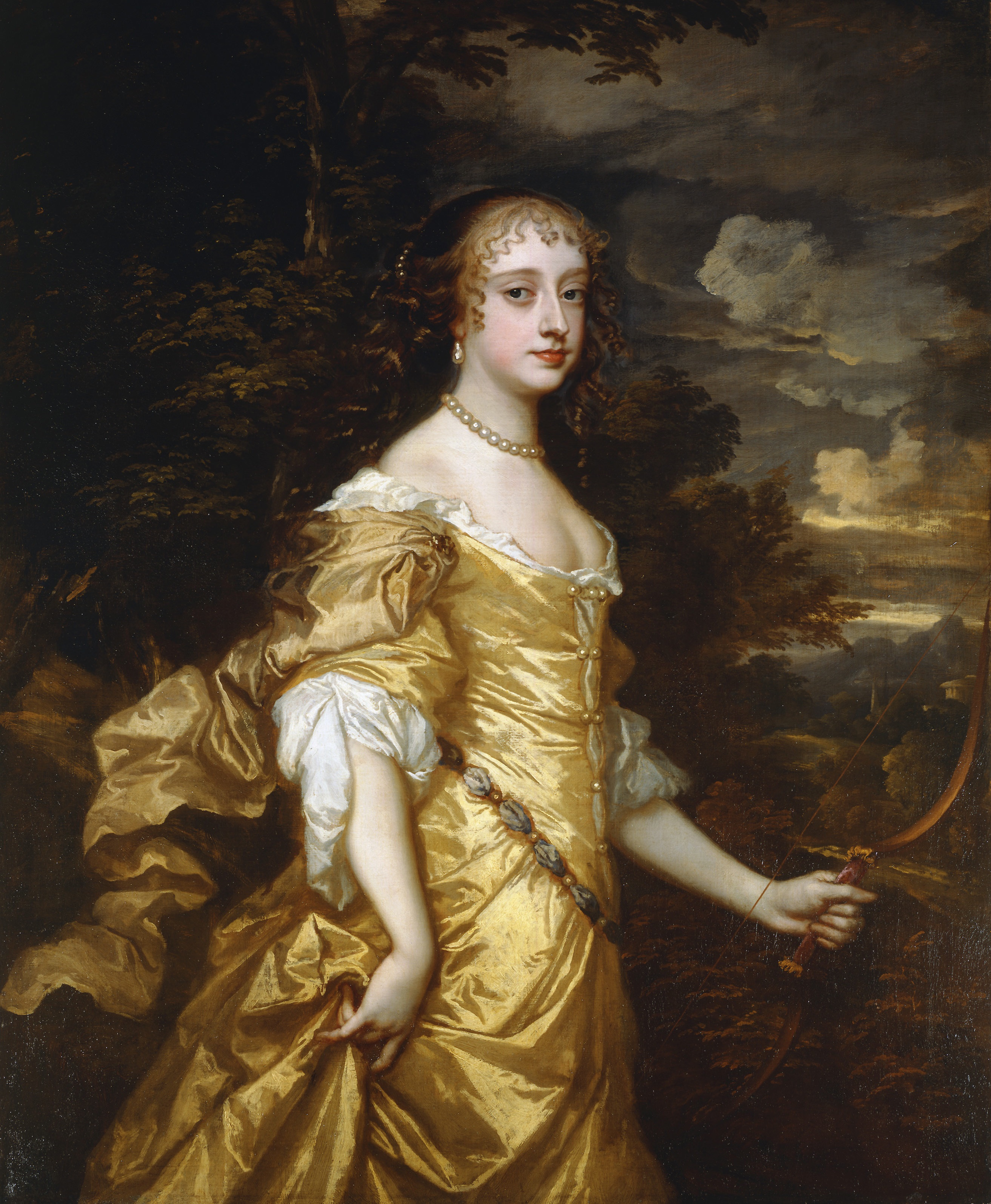
Frances, vévodkyně z Richmondu a Lennoxu (1648-1702)
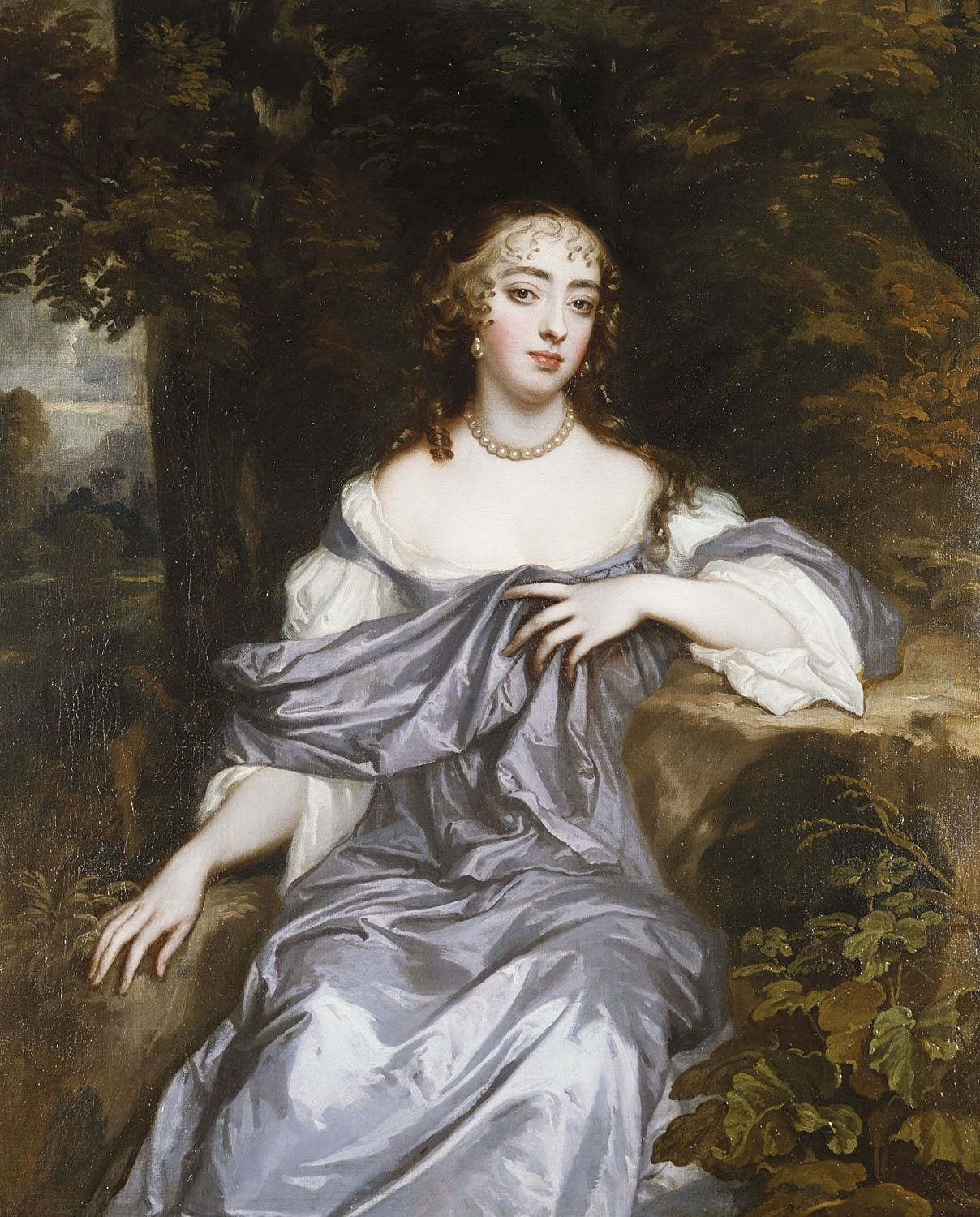
Hon. Frances Brooke, Lady Whitmore (d. 1690)
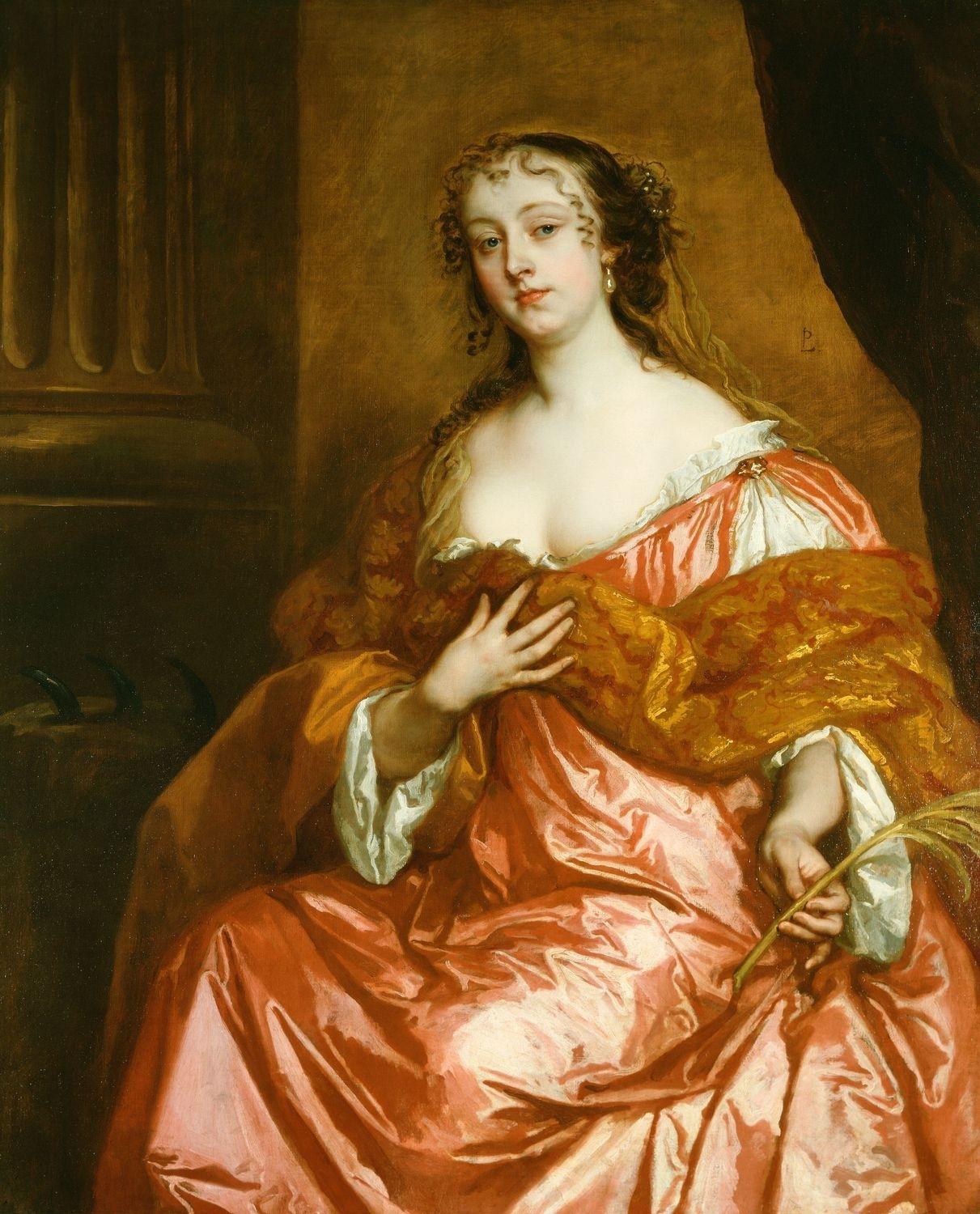
Elizabeth Hamilton, hraběnka z Gramontu (1641-1708)
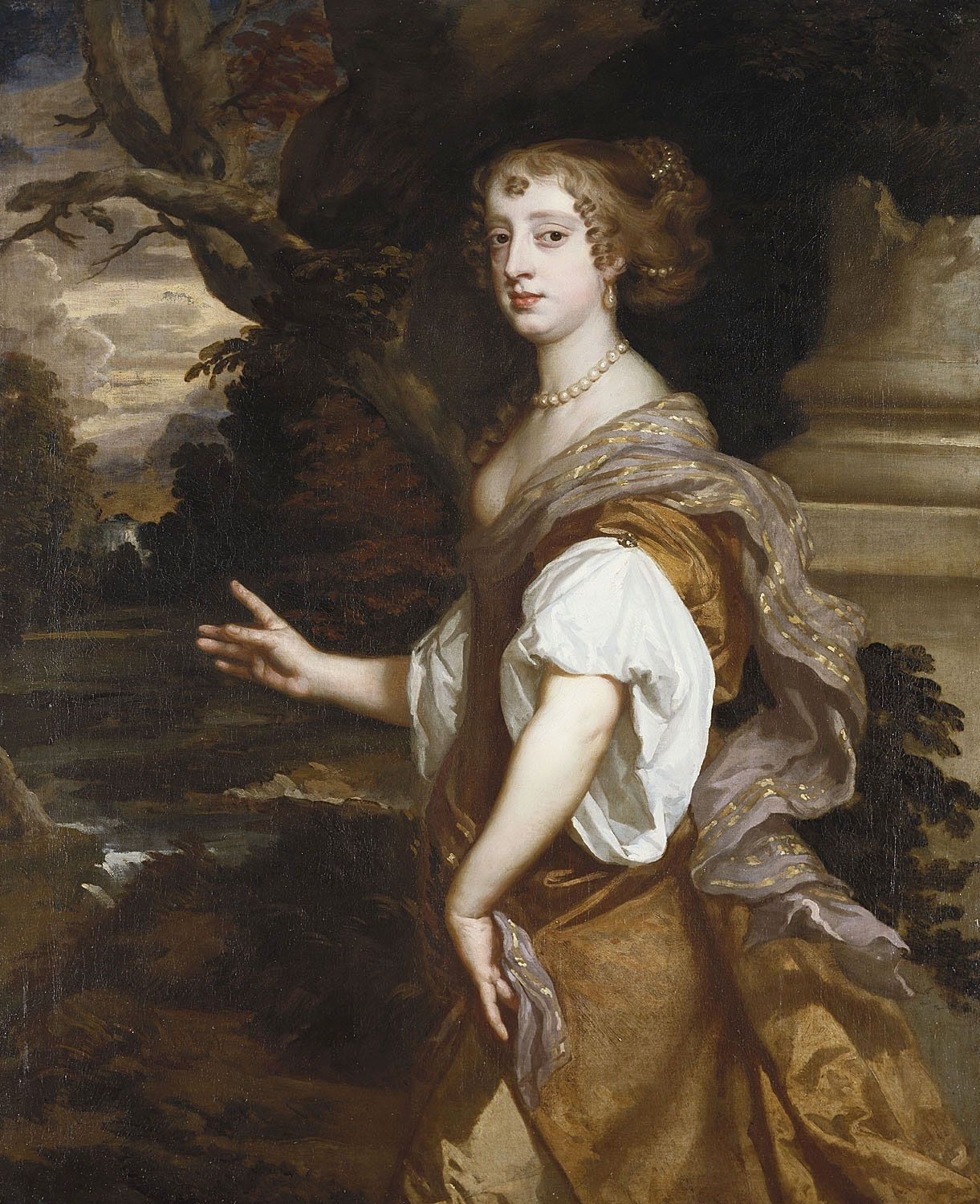
Elizabeth Wriothesley, hraběnka z Northumberlandu (1646-1690)
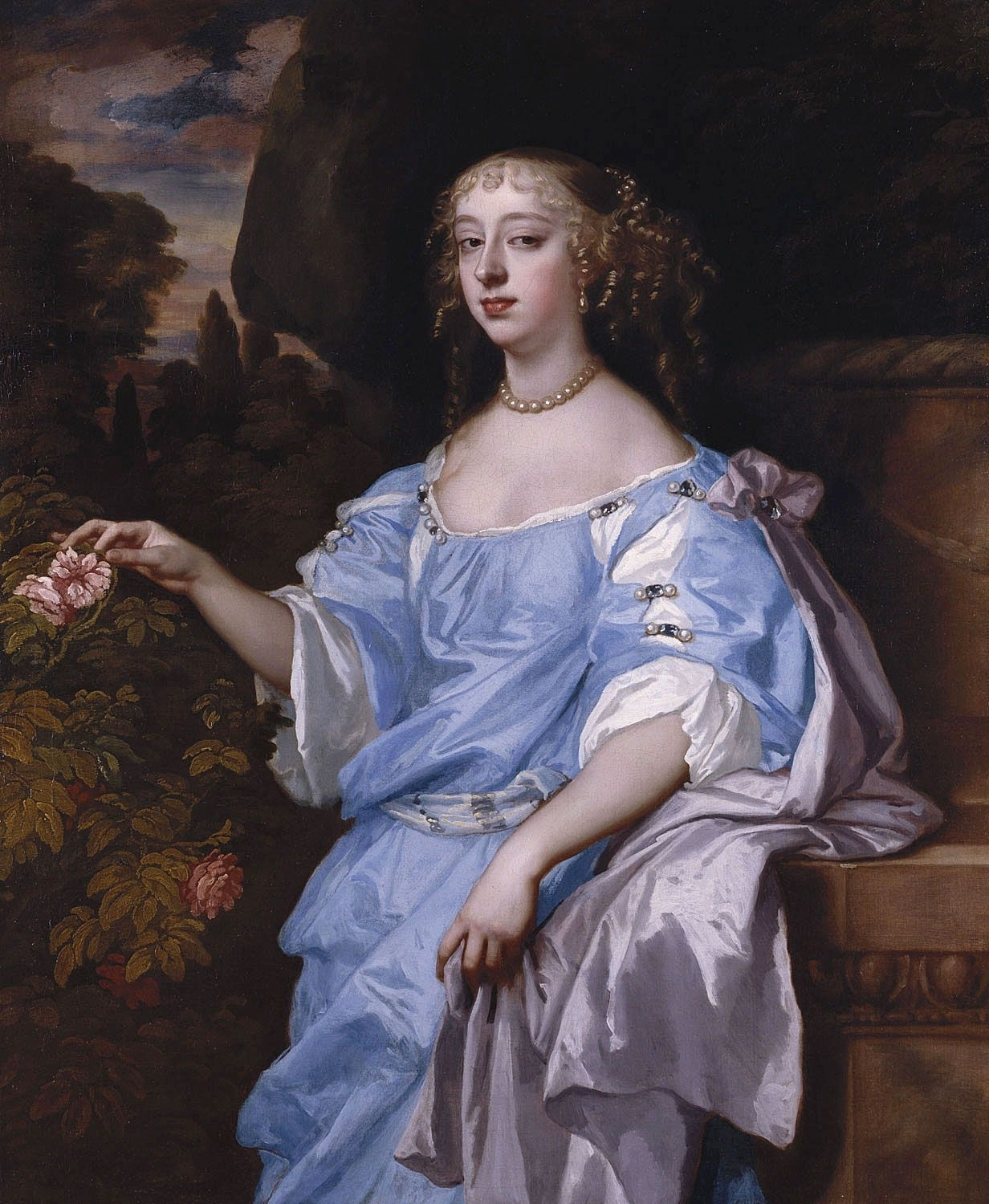
Henrietta Boyle, hraběnka z Rochesteru (1646-1687)